# Municipio de Westola
El municipio de Westola (en inglés: Westola Township) es un municipio ubicado en el condado de Morton en el estado estadounidense de Kansas. En el año 2010 tenía una población de 60 habitantes y una densidad poblacional de 0,15 personas por km².

## Geografía
El municipio de Westola se encuentra ubicado en las coordenadas 37°14′39″N 101°56′56″O / 37.24417, -101.94889. Según la Oficina del Censo de los Estados Unidos, el municipio tiene una superficie total de 412.61 km², de la cual 412,29 km² corresponden a tierra firme y (0,08 %) 0,32 km² es agua.

## Demografía
Según el censo de 2010, había 60 personas residiendo en el municipio de Westola. La densidad de población era de 0,15 hab./km². De los 60 habitantes, el municipio de Westola estaba compuesto por el 90 % blancos, el 6,67 % eran de otras razas y el 3,33 % eran de una mezcla de razas. Del total de la población el 10 % eran hispanos o latinos de cualquier raza.